# Kirsten Prout
Kirsten Prout (ur. 28 września 1990 w Vancouver) – kanadyjska aktorka.

## Filmografia

### Filmy
- 2000: The Linda McCartney Story jako ośmioletnia Stella (TV)
- 2000: Była sobie Gwiazdka (Once Upon a Christmas) jako Brittany Morgan (TV)
- 2001: Wojna umysłów (Mindstorm) jako młoda Tracy Wellman
- 2001: De grot jako Julie (niewymieniona w napisach)
- 2001: Ślubna suknia (The Wedding Dress) jako Stella Carver (TV)
- 2001: Znowu będzie gwiazdka (Twice Upon a Christmas) jako Brittany Morgan (TV)
- 2004: Zbrodnie miłości Gillian Guess (The Love Crimes of Gillian Guess) jako Amanda Guess (TV)
- 2005: Elektra jako Abigail „Abby” Miller
- 2007: Świadek zbrodni (Tell Me No Lies) jako Samantha Cooper (TV)
- 2010: Saga „Zmierzch”: Zaćmienie (The Twilight Saga: Eclipse) jako Lucy
- 2010: Atak meteorytów (Meteor Storm) jako Kara Young (TV)
- 2010: Morderczynie z przystanku (Locked Away) jako Taylin Williams (TV)
- 2010: Moje superkrwawe urodziny 2 (My Super Psycho Sweet 16: Part 2) jako Alex Bell (TV)
- 2012: Moje superkrwawe urodziny 3 (My Super Psycho Sweet 16: Part 3) jako Alex Bell (TV)
- 2013: Towarzyski koszmar (Social Nightmare) jako Catherine Hardy (TV)
- 2013: No Clue jako Reese Horn
- 2014: Prześladowca 3 (Joy Ride 3: Road Kill) jako Jewel McCaul
- 2015: Even Lambs Have Teeth jako Sloane
- 2015: Skradziona tożsamość (My Life as a Dead Girl) jako Chelsea White (TV)
- 2015: Fatal Friends jako Michelle (TV)
- 2017: Woman of the House jako Sara Weiss
- 2017: The Christmas Train jako Julie
- 2020: Captured jako Nicole

### Seriale
- 2000: Pierwsza fala (First Wave) jako Emily (gościnnie)
- 2001: Mysterious Ways jako Lindsay Kasper (gościnnie)
- 2001: Niesamowite opowieści (Night Visions) jako Wendy (gościnnie)
- 2002: Jeremiah jako Elayna (gościnnie)
- 2002: Granice wyobraźni: Prawda czy fikcja? (Beyond Belief: Fact or Fiction) jako Katie (gościnnie)
- 2002: Martwa strefa (The Dead Zone) jako Susan Reed (gościnnie)
- 2003: Gwiezdne wrota (Stargate SG-1) jako Nesa (gościnnie)
- 2005: Wydział do spraw specjalnych (Cold Squad) jako Ashley (gościnnie)
- 2006-2009: Kyle XY jako Amanda Bloom
- 2010: Seven Deadly Sins jako Miranda Stevens
- 2011-2012: The Lying Game jako Charlotte „Char” Chamberlin
- 2012: Agenci NCIS (NCIS) jako Lydia Wade (gościnnie)
- 2013: Świry (Psych) jako Zola (gościnnie)
- 2013: Pokojówki z Beverly Hills (Devious Maids) jako Allison (gościnnie)
- 2017: Detektyw McLean (Ties That Bind) jako Chelsea Boyd (gościnnie)
- 2017: Drodzy biali! (Dear White People) jako Emily (gościnnie)